# Томпсон, Билл (актёр)
Билл То́мпсон (англ. Bill Thompson; 8 июля 1913, Терре-Хот, Индиана — 15 июля 1971, Калвер-Сити, Калифорния) — американский актёр озвучивания. Голос пса Друпи с 1943 по 1962 год.

## Биография
Уильям Томпсон родился 8 июля 1913 года в городе Терре-Хот, штат Индиана, в семье артистов водевилей. Первой работой Томпсона стала работа на чикагском радио, в частности, в передаче англ. Don McNeill's Breakfast Club, где он появился в 1934 году. С 1936 по 1946 года (с перерывами) озвучил роль «Олд-Таймера» и несколько других менее заметных ролей во многих выпусках радио-комедии «Выдумщик Макги и Молли».
В 1943 году Томпсон отправился служить на флот, в связи с чём его актёрская карьера, естественно, приостановилась примерно на три года.
Работал на радио до конца 1950-х годов, а затем полностью переключился на озвучивание мультфильмов.
21 февраля 1950 года (некоторые источники приводят дату 1952 год) женился на Мэри Маргарет Макбрайд. Источники часто путают её с известной радиоведущей и писательницей, носящей то же самое имя. Тем не менее, это не та женщина: Макбрайд-радиоведущая была старше Томпсона на 14 лет, никогда не была замужем и жила в Нью-Йорке, в то время как актёр жил на другом конце страны — в Калифорнии.
Билл Томпсон скончался 15 июля 1971 года в городе Калвер-Сити от септического шока в возрасте 58 лет и одна неделя. Его тело было кремировано, а прах развеян над Тихим океаном.
Томпсон имеет звезду на Голливудской Аллее славы за вклад в индустрию радио.

## Избранная фильмография
Впервые на экране Томпсон появился в 1936 году в киносериале «Последнее противостояние Кастера», где исполнил эпизодическую роль без указания в титрах. Полноценная же его карьера как актёра началась с 1940 года: за тридцать лет он озвучил персонажей примерно в 70 фильмах и мультфильмах.
- 1936 — Последнее противостояние Кастера[англ.] / Custer's Last Stand — отступник (в титрах не указан)
- 1941 — Посмотри, кто смеётся[англ.] / Look Who's Laughing — ветеран (в титрах не указан)
- 1942 — Блиц Волк / Blitz Wolf  — Адольф Волк
- 1942 — Сюда мы вернёмся снова[англ.] / Here We Go Again — Уоллес Уимпл
- 1943 — Преследуемый / Dumb-Hounded — Друпи[4]
- 1945 — Индюшка на ужин / Jerky Turkey — охотник-пилигрим (в титрах не указан)
- 1945 — Убийство Дэна Макгу / The Shooting of Dan McGoo — Друпи (в титрах не указан)
- 1945 — Дикий и волкастый / Wild and Woolfy — Друпи (в титрах не указан)
- 1946 — Гонки с преследованием на северо-западе[англ.] / Northwest Hounded Police — Друпи
- 1950 — Кот-чревовещатель / Ventriloquist Cat — бульдог Спайк[англ.] (в титрах не указан)
- 1951 — Алиса в Стране чудес / Alice in Wonderland — Белый Кролик / Додо
- 1951 — Проблемы с двойником[англ.] / Droopy's Double Trouble — Друпи / Дриппи / Спайк (в титрах не указан)
- 1953 — Питер Пэн / Peter Pan — мистер Сми[англ.] / пираты
- 1953 — Мелодия / Melody — профессор Сова / Берти Бёрдбрейн (в титрах не указан)
- 1953 — Гудение, свист, звон и гул / Toot, Whistle, Plunk and Boom — профессор Сова / Берти Бёрдбрейн (в титрах не указан)
- 1953 — Бен и я[англ.] / Ben and Me — губернатор Кит (в титрах не указан)
- 1954 — Grin and Bear It[англ.] — рейнджер Дж. Одабон Вудлор
- 1954 — Друпи из диксиленда[англ.] / Dixieland Droopy — Друпи (в титрах не указан)
- 1954 — Grand Canyonscope[англ.] — рейнджер Дж. Одабон Вудлор (в титрах не указан)
- 1955 — Охотиться запрещено[англ.] / No Hunting — дедушка Дональда Дака / рейнджер (в титрах не указан)
- 1955 — Леди и Бродяга / Lady and the Tramp — Джок / бультерьер Бык / полицейский в зоопарке / второстепенные персонажи
- 1955 — Пчелиный медведь[англ.] / Beezy Bear — рейнджер Дж. Одабон Вудлор
- 1956 — Медведь на крючке[англ.] / Hooked Bear — рейнджер Дж. Одабон Вудлор
- 1956 — В сумке[англ.] / In the Bag — рейнджер Дж. Одабон Вудлор (в титрах не указан)
- 1957 — Трусливый кот / Timid Tabby — кузен Джордж (в титрах не указан)
- 1957 — Друпи-рыцарь[англ.] / One Droopy Knight — Друпи (в титрах не указан)
- 1957, 1959, 1966, 1968, 1969 — Диснейленд[англ.] / Disneyland — рейнджер Дж. Одабон Вудлор / владелец агентства по трудоустройству «Аякс» (в 5 эпизодах)
- 1958 — Robin Hoodwinked[англ.] — Маленький Джон (в титрах не указан)
- 1958 — Няньки-сиделки / Tot Watchers — полицейский
- 1959 — Спящая красавица / Sleeping Beauty — король Хьюберт
- 1967 — Скрудж Макдак и деньги / Scrooge McDuck and Money — Скрудж Макдак
- 1970 — Коты-аристократы / The Aristocats — дядюшка Уолдо